# Капузо Сергій Георгійович
Сергій Георгійович Капузо (18 серпня 1972, Київ) — український дипломат. Генеральний консул України в Гуанчжоу, КНР.

## Життєпис
Народився 18 серпня 1972 року у Києві. У 1994 році закінчив Київський державний педагогічний інститут іноземних мов, вчитель китайської та англійської мов; у 2007 році закінчив Національний університет державної податкової служби України, фінансист. Володіє українською, англійською, китайською та російською мовами.
У 1996—2007 рр. — працював на різних посадах у Міністерстві економіки України
У 2007—2011 рр. — заступник керівника торговельно-економічної місії, перший секретар Посольства України в КНР.
У 2011—2013 рр. — радник президента ДП НАЕК «Енергоатом»
З квітня по грудень 2013 року — заступник голови правління ПАТ «Державна продовольчо-зернова корпорація України»
У 2013—2014 рр. — радник міністра інфраструктури України, начальник консультативного фінансово-інвестиційного сектору ДАЗТУ «Укрзалізниця»
З квітня по листопад 2014 року — радник президента ДП НАЕК «Енергоатом»
У 2014—2015 рр. — заступник директора з розвитку бізнесу і зв'язків з інвесторами ТОВ фірма «Астарта-Київ»
У 2015—2021 рр. — заступник голови правління ПАТ «Державна продовольчо-зернова корпорація України»
У 2021—2022 рр. — керівник управління апарату Ради національної безпеки і оборони України.
З квітня 2022 року — Генеральний консул України в Гуанчжоу